# Bergère assise sur un rocher
Bergère assise sur un rocher, La Tricoteuse ou Bergère tricotant est une peinture réalisée à l'huile sur panneau de bois en 1856 par Jean-François Millet. Elle fait partie de la collection du Metropolitan Museum of Art de New York.

## Thème
Millet était un leader de l'école de Barbizon, qui mettait l'accent sur le réalisme, et est connu pour ses scènes de paysans et pour avoir renouvelé le genre de la peinture de paysage. La bergère de ce tableau porte la capuche en lin et le manteau blanc typiques des paysannes des communautés du centre-nord de la France comme Barbizon.

## Réalisation
Ce tableau du Metropolitan Museum of Art est pratiquement identique à un autre du Cincinnati Art Museum. La raison est que Millet peignait la toile lorsqu'il a reçu une offre, mais comme il avait déjà promis le tableau à quelqu'un d'autre, il en a peint un deuxième. C’est la seule fois où Millet duplique un de ses tableaux. Il existe de nombreuses autres peintures similaires de Millet représentant une bergère en train de tricoter, bien qu'il ne s'agisse pas de copies,,,,.
Avant de peindre les deux toiles, Millet a composé un dessin préparatoire, aujourd'hui conservé à la National Gallery of Scotland à Edimbourg en Ecosse. Selon cette galerie, « les peintures de bergères de Millet étaient très admirées et ont inspiré Vincent van Gogh, qui a rendu hommage à Millet dans sa propre oeuvre ».

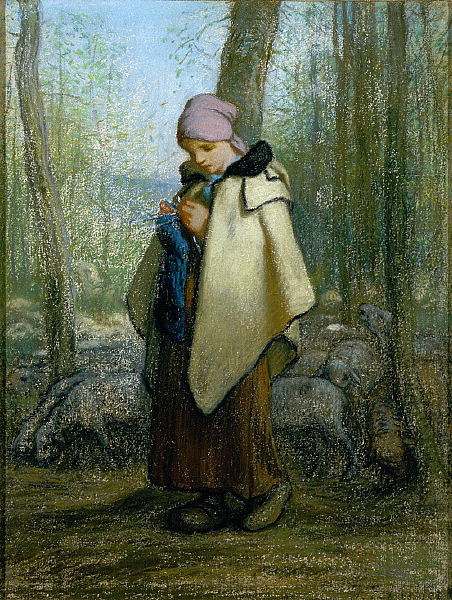
Peinture similaire de Millet.

## Source
- (en) Cet article est partiellement ou en totalité issu de l’article de Wikipédia en anglais intitulé « Shepherdess Seated on a Rock » (voir la liste des auteurs).